# Chinese Taipei Open 1989
Die Chinese Taipei Open 1989 im Badminton fanden Mitte Januar 1989 in Taipeh statt.

## Sieger und Platzierte
| Disziplin    | Gold                              | Silber                                | Bronze                             |
| ------------ | --------------------------------- | ------------------------------------- | ---------------------------------- |
| Herreneinzel | Morten Frost                      | Eddy Kurniawan                        | Ib Frederiksen                     |
| Herreneinzel | Morten Frost                      | Eddy Kurniawan                        | Steve Baddeley                     |
| Dameneinzel  | Christine Gandrup                 | Susi Susanti                          | Lee Chien-mei                      |
| Dameneinzel  | Christine Gandrup                 | Susi Susanti                          | Eline Coene                        |
| Herrendoppel | Jalani Sidek Razif Sidek          | Jan-Eric Antonsson Pär-Gunnar Jönsson | Mark Christiansen Michael Kjeldsen |
| Herrendoppel | Jalani Sidek Razif Sidek          | Jan-Eric Antonsson Pär-Gunnar Jönsson | Jan Paulsen Henrik Svarrer         |
| Damendoppel  | Maria Bengtsson Christine Gandrup | Dorte Kjær Lotte Olsen                | Amy Chan Gillian Clark             |
| Damendoppel  | Maria Bengtsson Christine Gandrup | Dorte Kjær Lotte Olsen                | Eline Coene Erica van den Heuvel   |
| Mixed        | Henrik Svarrer Dorte Kjær         | Jan Paulsen Gillian Gowers            | Mark Christiansen Charlotte Madsen |
| Mixed        | Henrik Svarrer Dorte Kjær         | Jan Paulsen Gillian Gowers            | Max Gandrup Pernille Dupont        |

## Finalergebnisse
| Disziplin    | Sieger                            | Finalist                              | Ergebnis          |
| ------------ | --------------------------------- | ------------------------------------- | ----------------- |
| Herreneinzel | Morten Frost                      | Eddy Kurniawan                        | 15-12, 15-3       |
| Dameneinzel  | Christine Gandrup                 | Susi Susanti                          | 8-11, 11-3, 11-7  |
| Herrendoppel | Razif Sidek Jalani Sidek          | Jan-Eric Antonsson Pär-Gunnar Jönsson | 15-3, 15-2        |
| Damendoppel  | Maria Bengtsson Christine Gandrup | Lotte Olsen Dorte Kjær                | 15-13, 9-15, 15-6 |
| Mixed        | Henrik Svarrer Dorte Kjær         | Jan Paulsen Gillian Gowers            | 15-8, 15-6        |